# Mickaël Bourgain
Mickaël Bourgain (Boulogne-sur-Mer, 28 de mayo de 1980) es un deportista francés que compitió en ciclismo en la modalidad de pista, especialista en las pruebas de velocidad.
Participó en tres Juegos Olímpicos de Verano, entre los años 2000 y 2008, obteniendo en total dos medallas de bronce, en Atenas 2004 en la prueba de velocidad por equipos (junto con Laurent Gané y Arnaud Tournant) y en Pekín 2008, en velocidad individual.
Ganó diez medallas en el Campeonato Mundial de Ciclismo en Pista entre los años 2003 y 2011, y una medalla de plata en el Campeonato Europeo de Ciclismo en Pista de 2011.

## Medallero internacional
| Juegos Olímpicos   | Juegos Olímpicos             | Juegos Olímpicos  | Juegos Olímpicos      |
| Año                | Lugar                        | Medalla           | Competición           |
| ------------------ | ---------------------------- | ----------------- | --------------------- |
| 2004               | Atenas (Grecia)              | Medalla de bronce | Velocidad por equipos |
| 2008               | Pekín (China)                | Medalla de bronce | Velocidad individual  |
| Campeonato Mundial |                              |                   |                       |
| Año                | Lugar                        | Medalla           | Competición           |
| 2003               | Stuttgart (Alemania)         | Medalla de plata  | Velocidad por equipos |
| 2004               | Melbourne (Australia)        | Medalla de oro    | Velocidad por equipos |
| 2005               | Los Ángeles (Estados Unidos) | Medalla de plata  | Velocidad individual  |
| 2006               | Burdeos (Francia)            | Medalla de oro    | Velocidad por equipos |
| 2007               | Palma de Mallorca (España)   | Medalla de oro    | Velocidad por equipos |
| 2007               | Palma de Mallorca (España)   | Medalla de bronce | Velocidad individual  |
| 2008               | Mánchester (Reino Unido)     | Medalla de bronce | Velocidad individual  |
| 2008               | Mánchester (Reino Unido)     | Medalla de bronce | Velocidad por equipos |
| 2009               | Pruszków (Polonia)           | Medalla de oro    | Velocidad por equipos |
| 2011               | Apeldoorn (Países Bajos)     | Medalla de bronce | Velocidad individual  |
| Campeonato Europeo |                              |                   |                       |
| Año                | Lugar                        | Medalla           | Competición           |
| 2011               | Apeldoorn (Países Bajos)     | Medalla de plata  | Velocidad por equipos |

1. ↑  Compitió en la ronda de clasificación.

## Palmarés
- 2003
  - Campeón de Francia en Kilómetro
- 2004
  - Medalla de bronce a los Juegos Olímpicos de Atenas en Velocidad por equipos (con Arnaud Tournant y Laurent Gané)
  - Campeón del mundo velocidad por equipos (con Arnaud Tournant y Laurent Gané) 
  - Campeón de Francia en Keirin
- 2005
  - Campeón de Francia en Keirin
- 2006
  - Campeón del mundo velocidad por equipos (con Arnaud Tournant y Grégory Baugé)
- 2007
  - Campeón del mundo velocidad por equipos (con Arnaud Tournant y Grégory Baugé)
- 2008
  - Medalla de plata a los Juegos Olímpicos de Pekín en Velocidad por equipos (con Grégory Baugé, Kévin Sireau y Arnaud Tournant)
  - Medalla de bronce a los Juegos Olímpicos de Pekín en Velocidad individual
- 2011
  - Campeón del mundo velocidad por equipos (con Kévin Sireau y Grégory Baugé) 
  - Campeón de Francia en Keirin

### Resultados a laCopa del Mundo
- 1999
  - 1.º en Cali, en Velocidad
  - 1.º en Cali, en Velocidad por equipos
- 2000
  - 1.º en la Clasificación general  y a la prueba de Ipoh en Velocidad
  - 1.º en México y Ipoh, en Velocidad por equipos
- 2001
  - 1.º en Ciudad de México, en Velocidad por equipos
- 2003
  - 1.º en Ciudad del Cabo, en Velocidad
- 2004
  - 1.º en Aguascalientes, en Keirin
  - 1.º en Aguascalientes, en Velocidad
  - 1.º en Aguascalientes, en Velocidad por equipos
- 2004-2005
  - 1.º en la Clasificación general  y a las pruebas de Los Ángeles y Mánchester, en Velocidad
- 2005-2006
  - 1.º en Los Ángeles, en Velocidad por equipos
- 2007-2008
  - 1.º en Sídney, en Velocidad
- 2008-2009
  - 1.º en Pekín, en Velocidad por equipos